# Petteri Kari
Petteri Kari (Salo, 1971. május 5. –) finn nemzetközi labdarúgó-játékvezető, és  labdarúgó-partbíró, asszisztens.

## Pályafutása

### Nemzeti játékvezetés
A játékvezetői vizsgát 1986-ban tette le. Nemzeti labdarúgó-szövetségének megfelelő játékvezető bizottságai minősítése alapján jutott magasabb osztályokba. 1999-től a Veikkausliiga játékvezetője. A küldési gyakorlat szerint rendszeres 4. bírói szolgálatot is végzett. Az I. Liga játékvezetőjeként 2015-ben vonult vissza. Első ligás mérkőzéseinek száma: 120 (2006).

#### Nemzeti kupamérkőzések
Vezetett kupadöntők száma: 1.

##### Finn labdarúgókupa
| Időpont           | Helyszín                 | Mérkőzés típusa | Mérkőzés         | Eredmény | Nézők száma |
| ----------------- | ------------------------ | --------------- | ---------------- | -------- | ----------- |
| 2002. november 9. | Sonera Stadion, Helsinki | döntő           | FC Haka–FC Lahti | 4 – 1    | 2984        |

### Nemzetközi játékvezetés
A Finn labdarúgó-szövetség Játékvezető Bizottsága (JB) terjesztette fel nemzetközi játékvezetőnek, a Nemzetközi Labdarúgó-szövetség (FIFA) 1999-től tartja nyilván bírói keretében. Az UEFA JB besorolása szerint 2. kategóriás bíró. A FIFA JB központi nyelvei közül a angolt beszéli. Több nemzetek közötti válogatott, illetve UEFA-kupa, Intertotó-kupa, Európa-liga és UEFA-bajnokok ligája klubmérkőzést vezetett, vagy működő társának 4. bíróként segített. A finn nemzetközi játékvezetők rangsorában, a világbajnokság-Európa-bajnokság sorrendjében többedmagával a 8. helyet foglalja el 3 találkozó szolgálatával. A  nemzetközi játékvezetéstől 2011-ben búcsúzott. Nemzetközi mérkőzéseinek száma: 40 (2006). Válogatott mérkőzéseinek száma: 9 (2011. szeptember 6.)
| Időpont         | Helyszín                  | Mérkőzés típusa           | Mérkőzés                    | Eredmény | Nézők száma |
| --------------- | ------------------------- | ------------------------- | --------------------------- | -------- | ----------- |
| 2000. június 4. | Kadrioru Stadion, Tallinn | első válogatott mérkőzése | Észtország–Fehéroroszország | 2 – 0    | 550         |

#### Női labdarúgó-világbajnokság
A világbajnoki döntőkhöz vezető úton az Egyesült Államok rendezte a 3., az 1999-es női labdarúgó-világbajnokságot, ahol a FIFA JB 4. bíróként (tartalék) hívta meg, de nem kapott lehetőséget szakmai munkájának bemutatására.

#### Labdarúgó-világbajnokság
A világbajnoki döntőkhöz vezető úton Dél-Koreába és Japánba a XVII., a 2002-es labdarúgó-világbajnokságra, illetve Dél-Afrikába a XIX., a 2010-es labdarúgó-világbajnokságra  a FIFA JB játékvezetőként alkalmazta.Selejtező mérkőzéseket az UEFA zónában vezetett.

##### 2002-es labdarúgó-világbajnokság

###### Selejtező mérkőzés
| Időpont           | Helyszín              | Mérkőzés típusa           | Mérkőzés          | Eredmény |
| ----------------- | --------------------- | ------------------------- | ----------------- | -------- |
| 2001. március 28. | Hampden Park, Glasgow | előselejtező (6. csoport) | Skócia–San Marino | 4 – 0    |

##### 2010-es labdarúgó-világbajnokság

###### Selejtező mérkőzés
| Időpont           | Helyszín              | Mérkőzés típusa           | Mérkőzés                  | Eredmény | Nézők száma |
| ----------------- | --------------------- | ------------------------- | ------------------------- | -------- | ----------- |
| 2008. október 15. | Windsor Park, Belfast | előselejtező (3. csoport) | Észak-Írország–San Marino | 4 – 0    | 12 957      |

#### Labdarúgó-Európa-bajnokság
Az európai labdarúgó torna döntőjéhez vezető úton Ukrajnába és Lengyelországba a XIV., a 2012-es labdarúgó-Európa-bajnokságra az UEFA JB játékvezetőként foglalkoztatta. 

##### 2012-es labdarúgó-Európa-bajnokság

###### Selejtező mérkőzés
| Időpont             | Helyszín                       | Mérkőzés típusa           | Mérkőzés          | Eredmény | Nézők száma |
| ------------------- | ------------------------------ | ------------------------- | ----------------- | -------- | ----------- |
| 2011. szeptember 6. | Stade Josy Barthel, Luxembourg | előselejtező (D. csoport) | Luxemburg–Albánia | 2 – 1    | 2132        |

## Sportvezetőként
Aktív nemzetközi pályafutását bejezve a FIFA/UEFA JB ellenőreként tevékenykedik.